# モスクワ講和条約
モスクワ講和条約（モスクワこうわじょうやく、フィンランド語:Moskovan rauhansopimus、ロシア語:Московский мирный договор）は、1940年3月12日にフィンランドとソビエト連邦により署名され、同21日に批准された講和条約である。これにより105日間に渡って続いた冬戦争は終結した。
この条約により、フィンランドはソ連へ大幅な領土の割譲を余儀なくされた。

## 署名
条約の署名は、ソ連側は外務人民委員（外相相当）ヴャチェスラフ・モロトフ、レニングラード軍管区長官アンドレイ・ジダーノフ、アレクサンドル・ヴァシレフスキーによって、フィンランド側は首相リスト・リュティ、ユホ・クスティ・パーシキヴィ、カール・ワルデンそしてヴァイオ・ヴォイオンマーによってなされた。

## 背景
フィンランド政府はストックホルム駐在ソ連大使アレクサンドラ・コロンタイ経由で1月31日にソ連から暫定的な講和条件を提示された。条件は、ヴィープリを含むカレリア地峡とラドガ・カレリアで残っているフィンランド領の割譲、ハンコ半島の30年間の租借、であった。
しかし、この時点では、マンネルハイム線は破られておらず、ソ連軍の損失の大きさに比べてフィンランド軍は健闘しており、フィンランド政府は、この条件は苛酷すぎると考えたので、この条件は拒否したが、交渉の継続をソ連に約束した。
ソ連軍のカレリア地峡での攻勢は、10日間の猛烈な砲爆撃の後、2月10日に始まった。ソ連軍は、大きな損害を出しつつも、防衛軍を圧倒しマンネルハイム線を突破した。
フィンランド政府は、英仏派遣軍のノルウェー、スウエーデン領内通過を求めていたが、両国政府は、2月29日までに拒否回答をフィンランドに通告した。
2月29日に、国軍総司令官マンネルヘイム元帥は軍事的な展望について「悲観的である」と政府首脳に通告し、政府はソ連側と講和条約に向けた交渉を進めることにした。

## 講和内容
3月6日、リスト・リュティ首相率いるフィンランド代表団はモスクワへ発った。講和中に赤軍はタリの防衛線を突破しヴィボルグをまもなく包囲するところであった。
講和条約はモスクワ時間3月12日夕方、フィンランド時間3月13日1時に、モスクワで署名された。議定書には付随して、フィンランドにおける戦闘がレニングラード時間正午（フィンランド時間では11時）に終了し、逆にそれまでは継続されることを規定していた。
フィンランド側の領土損失は、ソ連が1月末にストックホルムを通じてフィンランドに提示していた暫定的講和条約の条件をはるかに超えるものだった。具体的な割譲範囲（第二条）は、
- カレリア地峡全域（ヴィボルグ、ソルタヴァラ、ヴィボルグ湾及び島嶼を含む）
- ラドガ湖西岸ならびに東岸
- フィンランド湾内の島嶼（ゴーグラント島など）
- メルキャルヴィ（フィンランド語版）の東方地域（地図上ではSalla）
- リバチ半島およびスレドニー半島の一部

フィンランドは支配下にあるカルヤラの割譲することを強いられたため、軍関係者及び住民は即急にカレリアから移動しなければならなかった（カレリア避難）。これにより、フィンランド国民の12%にあたる42万2千人のカレリア人が住居を失った。
また、ラップランドではソ連軍が占領した地域もあり、このなかでフィンランド側にペツァモ（現ペチェングスキー）がこの講和で返還された。しかし議定書ではフィンランドはペチェングスキーにおけるソ連及びその国民に対してノルウェーへの無制限の通行許可を与える（第六条）ことを余儀なくされた。
フィンランドは更に、ハンゲ半島ならびに周辺水域は30年間、年間800万マルクで租借することを許し、ソ連は海軍基地を設置した（第四条）。
また、ソ連兵のハンコ半島基地への鉄道輸送権利は講和条約には含まれていなかったが、7月9日にスウェーデンがノルウェーを占領するためのドイツ国防軍の列車輸送を認めた後に、ソ連に輸送権利を要求された。
また、割譲領域におけるいかなる器具、機械も渡されることとなった。よってフィンランドは機関車75輌、貨車2000輌、大量の車、トラックそして船舶を譲渡した。戦闘時、明らかにフィンランド側にあったエンソ（現スベトゴルスク）の工業地帯は講和で割譲され、土地と機器類を譲渡せねばならなかった。
この時制定された「新国境」はソ連の巧妙な作戦と、それに伴うソ連の苦しい経済的実情が裏に隠れていた。具体的には以下のようなものである。
- 戦前、フィンランドはパルプ工業の代表的な生産国であったが、パルプは火薬の原材料として重要なものであった。このため、エンソ工業地帯を含め、この講和条約でソ連はフィンランドの工業力の80%以上を占有し、ソ連の火薬の需要がより満たされるようになった。
- フィンランドはこの割譲に伴い、水力発電による電力の3分の1をソ連に譲渡した。電力は主にヴオクサ川の水力発電施設から出るもので、当時電力が20%も不足していたレニングラードにとっては喉から手が出るほど必要なものであった。
- 新国境の位置はソ連の防衛ドクトリンと一致するようにできていた。つまり、この国境は侵入された際の反撃で敵の領土に侵入しやすくすることを想定するものであった。このドクトリンの下、理想的な国境は敵に川などといった自然要塞を与えてはいけないため、ヴィボルグ湾やサイマー湖とラドガ湖の間の沼地地帯などといった自然的特徴のある場所にではなく、代わりにそれらの西側に国境を走らせた。しかしその後判明することではあるがこの地形は赤軍を包囲しやすいものでもあった。

## 講和の影響
フィンランド国民はこれらのあまりにも過酷な講和条件に衝撃を受けた。戦時中に失った土地よりも講和によって失った土地が多いように見え（実際その通りである）、フィンランドの重要な拠点がいくつも失われたためである。例えば、最も人口が密集しているフィンランドの南側の大部分はサイマー運河を通して他国と輸送連絡を行っていたが、フィンランド湾につながるヴィボルグでこの経路が切断されてしまった。また、譲渡した土地の南側はフィンランドの工業力の心臓部であった。割譲した土地のうちフィンランド南東部に位置するカレリアはフィンランド文化の中心地であり発祥地であると考えられていた。冬戦争以前は、ソ連領カレリアでのソビエト流の統治と、日常的に行われていたスターリニストによる暴虐的な行いはフィンランド人にとって悲しみの種であったが、講和後はフィンランド領であった西側のカレリアさえ失ってしまった。これはまもなく、もはやカレリアを取り戻す必要はないのではないかというカレリア問題を引き起こすこととなる。
イギリス・フランスでは、フィンランドを口実として、スウェーデンの鉄鉱石、フィンランドのニッケルおよびそれらのドイツへの輸送路を遮断してしまう為に、ノルウェー北部に地上軍を送る計画があったが、ノルウェーとスウェーデンはこれを拒否していた。フランスは、フィンランドが公に軍事支援を要求するのであれば、パイロット付きで爆撃機を提供してもよいとまでしていたが、フィンランドが講和してしまったので、ダラディエ政権はハシゴを外された形となり、議会で追及され、フィンランドの講和から1週間後の3月20日に総辞職した。
冬戦争終結直後、フィンランドは、ドイツにもソ連にも中立を維持する為のスウェーデン、ノルウェーからなる軍事ブロックの結成を試みたが、ソ連とドイツの反対で実現しなかった。1940年夏に、バルト三国がソビエト共和国化されてソビエト連邦に併合され、西ヨーロッパでは、ドイツの電撃戦によりフランスが降伏し、イギリスは本土防衛の為に英本土航空戦を戦っているという状況下では、フィンランドに残っている選択肢は、それほどあるわけではなかった。そのような状況のもとドイツと秘密協定を結び、やがて1941年6月ドイツのソ連侵攻とともに、ソ連との継続戦争が勃発することとなる。